# اسپارهولم
اسپارهولم (به سوئدی: Sparreholm) یک منطقهٔ مسکونی در سوئد است که در بخش فلن واقع شده‌است. اسپارهولم ۱٫۱۶ کیلومتر مربع مساحت و ۷۴۱ نفر جمعیت دارد.